# Buntine
Buntine es un pequeño pueblo situado en la región del Wheatbelt de Australia Occidental, a unos 300 kilómetros al norte de Perth, la capital del estado, a lo largo de la carretera Great Northern dentro de la Comarca del Dalwallinu.
El nombre Buntine se utilizó por primera vez en 1910 como el nombre de una colina cercana. En 1913, se aplica a un apartadero de ferrocarril en la línea entre Wongan Hills y Mullewa , a propuesta del Distrito Surveyor J P Camm. La ciudad de Buntine fue declarado en 1916
En 1932 la Wheat Pool of Western Australia anunció que la ciudad tendría dos elevadores de granos , cada uno provisto de un motor, instalado en el apartadero de ferrocarril.
Una mayor silo local de trigo fue inaugurado en la ciudad en diciembre de 1949, justo a tiempo para la temporada de la cosecha con 280 toneladas recibidas en el primer día.